# Boisseaux
Boisseaux é uma comuna francesa na região administrativa do Centro, no departamento Loiret. Estende-se por uma área de 7,31 km². Em 2010 a comuna tinha 510 habitantes (densidade: 69,8 hab./km²).